# Campsurus dasilvai
Campsurus dasilvai is een haft uit de familie Polymitarcyidae. De wetenschappelijke naam van de soort werd voor het eerst geldig gepubliceerd in 2017 door Molineri en Salles. 